# Notophyllia
Notophyllia is een geslacht van koralen uit de familie van de Dendrophylliidae.

## Soorten
- Notophyllia etheridgi Hoffmeister, 1933
- Notophyllia hecki Cairns, 2004
- Notophyllia piscacauda Cairns, 1998
- Notophyllia recta Dennant, 1906
- Notophyllia semivestita Dennant, 1899 †